# Belver de los Montes (kommunhuvudort)
Belver de los Montes är en kommunhuvudort i Spanien.   Den ligger i provinsen Provincia de Zamora och regionen Kastilien och Leon, i den centrala delen av landet, 210 km nordväst om huvudstaden Madrid. Belver de los Montes ligger 690 meter över havet och antalet invånare är 423.
Terrängen runt Belver de los Montes är platt. Runt Belver de los Montes är det mycket glesbefolkat, med 4 invånare per kvadratkilometer. Närmaste större samhälle är Villalpando, 16,1 km norr om Belver de los Montes. Trakten runt Belver de los Montes består till största delen av jordbruksmark.